# Bulbostylis capillaris
Espèce
Statut de conservation UICN

 LC  : Préoccupation mineure
Bulbostylis capillaris est une espèce de plantes de la famille des Cyperaceae.

## Liste des sous-espèces et variétés
Selon Catalogue of Life (6 août 2014) et World Checklist of Selected Plant Families (WCSP) (6 août 2014) :
- sous-espèce Bulbostylis capillaris subsp. antillana (Britton) T.Koyama (1979)
- sous-espèce Bulbostylis capillaris subsp. capillaris
- sous-espèce Bulbostylis capillaris subsp. insulana M.T.Strong (2005)

Selon The Plant List (6 août 2014) :
- sous-espèce Bulbostylis capillaris subsp. antillana (Britton) T.Koyama

Selon Tropicos (6 août 2014) (Attention liste brute contenant possiblement des synonymes) :
- sous-espèce Bulbostylis capillaris subsp. antillana (Britton) T. Koyama
- sous-espèce Bulbostylis capillaris subsp. capillaris
- sous-espèce Bulbostylis capillaris subsp. capitata (Miq.) T. Koyama
- sous-espèce Bulbostylis capillaris subsp. insulana M.T. Strong
- variété Bulbostylis capillaris var. abortiva (Steud.) H. Pfeiff.
- variété Bulbostylis capillaris var. capillaris
- variété Bulbostylis capillaris var. coarctata (Elliott) J.F. Macbr.
- variété Bulbostylis capillaris var. crebra Fernald
- variété Bulbostylis capillaris var. elatior (Griseb.) Osten
- variété Bulbostylis capillaris var. glabra Uittien
- variété Bulbostylis capillaris var. isopoda Fernald
- variété Bulbostylis capillaris var. major (Maury) R. Knuth
- variété Bulbostylis capillaris var. microstachya (Boeckeler) Barros
- variété Bulbostylis capillaris var. microstachyus (Boeckeler) Barros
- variété Bulbostylis capillaris var. paraensis (C.B. Clarke) Kük.
- variété Bulbostylis capillaris var. pyriformis C.B. Clarke ex Lindm.
- variété Bulbostylis capillaris var. tenuifolia (Rudge) C.B. Clarke
- variété Bulbostylis capillaris var. trifida (Nees) C.B. Clarke